# Waltraud Kretzschmar
Waltraud Kretzschmar   (Lehnin, 1 de febrer de 1948 - Schöneiche, 7 de febrer de 2018), nascuda Hermann i posteriorment Czelake, fou una jugadora d'handbol alemanya que va competir sota bandera de la República Democràtica Alemanya durant les dècades de 1960 i 1970. El 1971 es casà amb el seu entrenador, Peter Kretzschmar, amb qui va tenir dos fills, l'exjugador d'handbol Stefan Kretzschmar i una filla.
El 1976 va prendre part en els Jocs Olímpics de Mont-real, on guanyà la medalla de plata en la competició d'handbol. Quatre anys més tard, als Jocs de Moscou, guanyà la medalla de bronze en la mateixa competició.
En el seu palmarès també destaquen tres medalles d'or al Campionat del món d'handbol: el 1971, 1975 i 1978. Durant la seva carrera esportiva jugà un total de 217	partits amb la selecció nacional, en què marcà 727 gols.
A nivell de clubs jugà al SC Leipzig, amb qui guanyà deu lligues de la RDA i dues Copes d'Europa.